# Luilaksmurf
Luilaksmurf is een van de vaste personages uit het universum van de Smurfen, bedacht door de Belgische striptekenaar Peyo. Hij komt zowel voor in de oorspronkelijke stripserie van Peyo als in de hierop gebaseerde tekenfilms. 
Hij is een Smurf die alleen maar wil slapen. Hij is zodoende erg lui en kan overal in slaap vallen. Als hij wakker wordt, denkt hij al meteen aan zijn volgende dutje. 
In de animatieserie De Smurfen werd zijn Nederlandse stem ingesproken door Corry van der Linden, daarna door Angélique de Boer. De originele stem van Luilaksmurf is onder andere ingesproken door Michael Bell (televisieserie De Smurfen) en Sandra Michelle Asratian (3D-serie De Smurfen).